# Čarobnjački svijet
Čarobnjački svijet mjesto je iz serije romana o Harryju Potteru spisateljice J. K. Rowling. Gotovo cijela radnja romana J. K. Rowling smještena je u taj svijet. To je zajednica koja funkcionira slično kao i bezjačka, uz iznimku magije...

## Društvo

### Osnove
Društvo čarobnjačkog svijeta temelji se na dvjema stvarima.
Prva je i najočitija naravno da se članovi tog društva koriste magijom. To je urođena sposobnost kojom se mogu izvoditi inače nemoguće stvari. Magija se tijekom školovanja, učenjem, pretvara u vještinu. Utkana je u cijeli čarobnjački svijet - u predmete, čarobne štapiće i razna magična stvorenja, uključujući fenikse i zmajeve. Čarolije mogu imati različite efekte, od pronalaženja zametnutog predmeta i paljenja svjetla do liječenja i ubijanja. Iako se na površini magija čini moralno neutralnom, dobra ili loša namjera čarolije nalazi se u njezinoj srži. Na primjer, kletvu za mučenje, Cruciatus, ne može na pravi način izvesti osoba koja ne uživa u nanošenju boli drugima.
Drugo, smatra se nemogućim da bezjački svijet može biti u mirnom suživotu s čarobnjačkim svijetom. Tako je uloženo puno truda da bezjaci nastave živjeti u neznanju i nikad ne saznaju za magiju. Zabranjeno je bacati čarolije na bezjačke predmete, maloljetni učenici smiju izvoditi čarolije samo u školi, a bilo koje namjerno kršenje tih pravila kažnjava se. Te zakone provodi Ministarstvo magije, a posebni odjel ministarstva, Oblivijatori, brinu se da bezjaci nemaju nikakvih inkriminirajućih sjećanja.
Iznimka od tajnosti bezjačka je rodbina čarobnjaka i najviši politički vođe, kao na primjer Premijer Ujedinjenog Kraljevstva.[HP6]

### Općenito
Nazivi vještica i čarobnjak koriste se u čarobnjačkom svijetu gotovo kao zamjena za izraze muškarac i žena. Čarobnjački je svijet nešto idealniji od bezjačkog pa je i izraženija jednakost spolova (spol nije uvjet za bolje izvođenje magije).
Ali je zato tehnološki razvoj daleko iza bezjačkog ili nam se možda samo tako čini. Ta je "nerazvijenost" uvjetovana korištenjem magije i činjenicom da bezjačke stvari ne "reagiraju" baš najbolje na magiju (u najvećem se broju slučajeva pokvare). Ali čarobnjaci su prisvojili neke bezjačke izume kao što su npr. radiouređaji i željeznica. A također možemo primijetiti i razvoj magičnih građevina kroz povijest (Hogwarts zasigurno nije imao kanalizaciju u vrijeme osnutka). Ali neke se stvari vjerojatno nikada neće promijeniti pa se tako većina čarobnjačkog svijeta koristi sovama kao glavnim komunikacijskim sredstvom, a aparacija i metle draži su im od naših prometala.

### Vlada i politika
Ministarstvo magije u britanskom je čarobnjačkom svijetu središte autoriteta, birokracije i policije, a vodi ga Ministar magije. Ministarstvo ne odgovara nikome iz bezjačke vlade, ali ministar je dužan obavijestiti premijera bezjačke vlade o događajima koje bi mogli primijetiti bezjaci, kao što su odbjegli kriminalci ili uvoz opasnih magičnih stvorenja. Inače se sve odvija po poslovici "Živi i pusti druge da žive". Dužnost je Ministarsva da održava tajnovitost i red u čarobnjačkoj Britaniji za što se brinu razni odjeli, uredi itd.
Politički gledano, Britanski čarobnjački svijet u najboljem je slučaju na razini srednjeg vijeka. Izvršna, zakonodavna i sudska vlast nisu uopće razdvojene. Izbori vjerojatno postoje, a sudovi šalju vještice i čarobnjake u zatvor nakon kratkog saslušanja bez odvjetnika i bez mogućnosti žalbe.

### Promet
Čarobnjaci mogu putovati koristeći se različitim metodama:

#### Letiprah
Letiprah je prah zelene boje koji se baca u kamin u kojem gori vatra. Trenutačni je učinak mijenjanje boje plamena u zelenu. Vještica ili čarobnjak zatim stupe u kamin i izgovore ime mjesta na koje želi otići. Ova metoda putovanja često se koristi i kao oblik komunikacije; to se obično izvodi tako da se umjesto cijelog tijela samo glava gurne u kamin. Letiprah je veoma popularan način prometovanja i komunikacije pa postoji i Letimreža. Kamin mora biti uključeno u Letimrežu da bi se do njega došlo. Ne zna se točno kako se upravlja Letimrežom, ali zna se da ju je moguće nadgledati.

#### Aparacija
Aparacija i dezaparacija još su jedan oblik prometovanja kojim se koriste vještice i čarobnjaci. Ovom se metodom oni mogu nestati i gotovo se trenutačno pojaviti na nekom drugom mjestu. Taj oblik prometovanja nije siguran na dugim udaljenostima i posebno ga je teško svladati. Zahtijeva sposobnost koncentracije na odredište, odlučnost i želju da se dođe na cilj. Naravno, samo oni s licencijom za aparaciju, koji imaju više od sedamnaest godina, smiju se aparatirati.
Loša koncentracija rezultira cijepanjem, terminom koji se koristi za odvajanje dijelova tijela (nije krvav). Čak i iskusni čarobnjaci oklijevaju pri korištenju ove metode za duža putovanja - metla je ipak sigurnija.

#### Metle
Na metle koje koriste čarobnjaci bačene su čarolije kako bi mogle letjeti. Koriste se za duga putovanja ili za sport, a posebno u Metloboju. Moderne metle imaju čaroliju za ublažavanje udaraca (izumio ju je Elliot Smethywick) da bi "vozačima" metli bilo što ugodnije. Za više informacija o razvoju metle i različitim sportovima u kojima se koristi, pročitajte Metloboj kroz stoljeća Kennilworthyja Whispa.

#### Moćni autobus
Moćni je autobus magični triple-decker autobus. Opisan je kao jarkopurpuran i sa zlatnim natpisom iznad vjetrobrana. Sve što vještica ili čarobnjak moraju učiniti da bi ga prizvali jest ispružiti ruku u kojoj inače drže štapić. Vozač je Moćnog autobusa Ernie Prang, a kondukter je Stan Shunpike, koji je bio zatvoren u Azkabanu (Harry Potter i Princ miješane krvi). Za detaljniji opis Moćnog autobusa pročitajte treće poglavlje Harry Pottera i Zatočenika Azkabana.

#### Leteća stvorenja
Za putovanje je moguće koristiti hipogrife ili krilate konje. Harry i Sirius putovali su koristeći hipogrifa Kljunoslava, a Harry je u 5. knjizi za putovanje koristio testrala. Ali nijedna od tih metoda nije previše popularna, iako ravnateljica Beauxbatonsa putuje u kočiji koju vuče nekoliko krilatih konja.

#### Putoključevi
Putoključevi su predmeti koji su pretvoreni u naprave za transport. Putoključevi mogu biti opasni, zato što vas mogu poslati bilo kamo i ne smije ih se koristiti bez posebnog dopuštenja. Mogu se aktivirati ili u unaprijed dogovoreno vrijeme ili kad ih netko dotakne. Obično su "maskirani" tako da izgledaju kao smeće da ne bi zainteresirali bezjake.

#### Ostale metode putovanja
- učenici dolaze i vraćaju se iz Hogwartsa Hogwarts Expressom
- učenici iz čarobnjačke škole Durmstrang doputovali su u Hogwarts brodom
- leteći su tepisi glavni oblik čarobnjačkog prometovanja u Aziji; leteći tepisi služe im umjesto metli

## Odnosi

### S bezjačkim svijetom
Bezjaci ostaju u živjeti u neznanju o čarobnjačkom svijetu, što čarobnjacima odgovara.
Većini vještica i čarobnjaka bezjački je svijet također nepoznanica. Čak i ako znaju da je tamo negdje, oni ne znaju kako bezjački svijet funkcionira. Njihovi pokušaji da se maskiraju u bezjake, kako bi mogli hodati "normalnim" ulicama, često imaju smiješne rezultate. Naš im je svijet toliko stran da često ne znaju ni izreći imena nekih nama svakodnevnih predmeta (npr. telefon). Bezjačke studije izborni su predmet u Hogwartsu.

### Inozemni
Svjetske magične vlade do jedne su mjere ujedinjene u Međunarodnu federaciju čarobnjaka. Ta organizacija, čiji detalji nisu otkriveni u knjigama, igra važnu ulogu u održavanju tajnovitosti Čarobnjačkog svijeta.

### Unutarnji
Napetosti između vrsta,čistoća krvi i smrtonoše.

## Obrazovanje

### Hogwarts-škola vještičarenja i čarobnjaštva
- ravnatelj: prof. Albus Dumbledore (do kraja 6.knjige)

Škola vještičarenja i čarobnjaštva Hogwarts nalazi se u Škotskoj. U njoj se školuju mladi čarobnjaci iz Velike Britanije i Irske. U školu dolaze s 11 godina i sedam godina uče različite vještine kroz školske predmete. Nakon pete godine polažu se Č.A.S.-ovi, a nakon sedme godine O.Č.I.
Ništa ne prethodi početku školovanja u Hogwartsu pa tako roditelji čarobnjaci školuju svoju djecu kod kuće, a bezjačka djeca prije Hogwartsa pohađaju bezjačke škole pa mogu doživjeti svojevrstan šok pri dolasku u novu, magičnu okolinu.
U školu se primaju djeca koja u sebi imaju magije. U školu su upisani od dana rođenja, a pisma u kojima stoji da su primljeni u školu dobivaju nakon 11 godina. Bezjaci uz pismo vjerojatno dobivaju i objašnjenje cjelokupne situacije.
U školi također postoji i ceremonija svrstavanja učenika u odgovarajuće domove koju na početku svake školske godine vodi Razredbeni klobuk pjevajući uvijek drugačiju pjesmu.
Oni koji završe Hogwarts i žele se zaposliti npr. u Ministarstvu magije moraju proći dodatna testiranja i usavršavanja, a ocjene ostvarene na ispitima također pomažu u dobivanju posla.
Moto Hogwartsa jest "Draco dormiens nunquam titillandus", što u prijevodu s latinskog znači "Ne škakljaj zmaja dok spava".

### Strane škole

#### Beauxbatons- akademija magije
- Ravnateljica: Madame Olympe Maxime
- Lokacija: južna Francuska

#### Durmstrang
- Ravnatelj: prof. Igor Karkaroff (posljednji poznati ravnatelj, ubijen)
- Lokacija: sjeveroistočna Europa

#### Salem-vještičji institut
- Ravnatelj: nepoznat
- Lokacija: Salem, Massachusetts, SAD (ako ta škola doista postoji)

#### Ostale škole
Bill Weasley dopisivao se s učenikom jedne škole iz Brazila koji se uvrijedio kad si Bill nije mogao priuštiti program razmjene učenika pa mu je poslao ukleti šešir od kojeg su se Billu smežurale uši.

## Ekonomija
Čarobnjaci imaju vlastitu novčanu jedinicu, tri vrste kovanica u različitim veličinama i od različitih materijala. Najveće - zlatne galeone, srednje - srebrne srpove i najmanje - brončane knutove.
- 1 galeon = 17 srpova
- 1 srp = 29 knutova
- 1 galeon = 493 knuta
- 1 galeon = 8 eura

Najveća je čarobnjačka banka Gringotts. Vode je goblini, do nje se dolazi iz Zakutne ulice i nalazi se ispod Londona. To je splet tračnica i trezora (nešto kao rudnik) iz kojih se bez upućene osobe, tj. goblina, gotovo nemoguće samostalno izvući.

## Medicina
Čarobnjačka je medicina mnogo ispred bezjačke. Dok bezjačka medicina pokušava stimulirati tijelo kako bi se samo izliječilo i branilo, magija iscjeljuje. Iscjeljivanje nije jednostavno kao obične čarolije, ali jednostavnijim se čarolijama ipak mogu zaliječiti manje ozljede u vrlo kratkom vremenu, a za veće ozljede ipak treba nešto više vremena, ali su ipak učinkovite (ako vam na primjer treba nova kost...) Ipak, ni magija nije svemoćna pa postoje i bolesti ili stanja iz kojih nema spasa (kletva Cruciatus).
Čarobnjački liječnici i kirurzi zovu se vidari. Madame Pomfrey vodi bolničko krilo u Hogwartsu, ali središnja je medicinska ustanova Bolnica Svetog Munga za magične ozljede i bolesti.
U knjigama se spominju različite bolesti kao što su "zmajske kozice" i "bolest nestajanja", ali ne zna se puno o njima.
Iako to nikad nije izričito navedeno u knjigama J.K.Rowling izjavila je da život prosječne vještice ili čarobnjaka traje dulje od bezjačkog života.

## Stvorenja
U čarobnjačkom svijetu ima mnogo različitih magičnih stvorenja. Sva stvorenja opisana su u knjizi Čudesne zvijeri i gdje ih naći Newta Scamandera. U toj su knjizi stvorenja podijeljena u tri skupine:bića,zvijeri i sablasti.

### Bića
- Ljudi
- Vile narikače (Banshees)
- Goblini
- Kućni vilenjaci
- Babaroge
- Vampiri
- Divovi
- Veele
- Patuljci

Službeno nisu bića, ali zadovoljavaju kriterije:
- Kentauri
- Vodenljudi
- Zlatonosci

Kentauri i vodenljudi žele biti što odvojeniji od ljudi (ali i babaroga i vampira), a zlatonosce ta podjela uopće ne zanima. 
Neodređen ili nepoznat status:
- Minotauri
- Dementori

### Zvijeri
- Akromantula
- Bazilisk
- Bljeskavac
- Bodljaš
- Bundimun
- Crvena ćepica
- Čekinjaš
- Dugin balavac
- Erkling
- Erumpent
- Feniks
- Glud
- Gnom
- Grifin
- Gruvalica
- Gul
- Himera
- Hipogrif
- Horklump
- Jastučarka
- Jednorog
- Jeti
- Kapuka
- Kelpi
- Kentaur
- Knarl
- Konjic
- Krilati konj
- Krup
- Letizvrk
- Lobalug
- Mantikor
- Merlap
- Mjesečar
- Moki
- Morska zmija
- Mrki Bumban
- Navjesnik
- Nundu
- Oblica
- Okami
- Pepelarica
- Perjavka
- Petonožac
- Pjegavi zloklješt
- Plameni rak
- Pogrebin
- Poluduh
- Ponovnica
- Porlok
- Prutak
- Psovulj
- Ramora
- Re'em
- Runotrag
- Salamander
- Sfinga
- Slelja
- Šnjofavac
- Tebo
- Trol
- Upavac
- Vila
- Vila narikača
- Vilenica
- Vilovnik
- Vodenljudi
- Vražićak
- Vukodlak
- Zgrabirog
- Zlatonosac
- Zlorep
- Zmaj
  - Novozelandski opalnooki
  - Kineski meteorac
  - Obični velški zeleni
  - Hebridski crni
  - Mađarski bodljorep
  - Norveški kukudrilo
  - Peruanski gujozub
  - Rumunjski dugorog
  - Švedski kratkonosi
  - Ukrajinski željznik
- Zvrkavica
- Ždronjalica
- Žustrica

### Sablasti
- Duhovi
- Utvare

## Religija
U knjigama se spominju samo kršćanski blagdani. Čarobnjaci slave Božić i Uskrs (ali slavlje obuhvaća samo nereligijske dijelove blagdana: Djed Božićnjak, božićna drvca, darovanje, uskrsna jaja). Ali vjerojatnije je da se ta religija u knjigama samo izbjegava, a ne da ne postoji. Znamo da vještice i čarobnjaci pokapaju svoje mrtve i da je Harry kršten. Bez daljnjega prihvaćaju i postojanje duša (opširno razmišljanje i razgovor o dušama i rizicima dijeljenja duše odvija se u 6. knjizi). Možemo pretpostaviti da čarobnjaci mogu biti bilo koje "bezjačke" vjere, zato što nijedna čarobnjačka religija nije spomenuta.

## Praznici
Čarobnjački praznici obuhvaćaju Božić i Uskrs, ali slavlje obuhvaća samo nereligijske dijelove blagdana: Djed Božićnjak, božićna drvca, darovanje, uskrsna jaja. Noć vještica čarobnjacima je mnogo važnija nego bezjacima i to je jedini blagdan, osim Božića, u čiju se čast održava banket. Školski praznici uključuju ljetni odmor i dva tjedna odmora za Božić i Uskrs.

## Ostalo
- Čudesne zvijeri i gdje ih pronaći
- Popis likova koji se pojavljuju u Harryju Potteru
- Magija(Harry Potter)
  - Popis čarolija u serijalu o Harryju Potteru
  - Čarobne zvijeri u Harryju Potteru
  - Čarobni predmeti u Harryju Potteru